# Mexcala vicina
Mexcala vicina là một loài nhện trong họ Salticidae.
Loài này thuộc chi Mexcala. Mexcala vicina được Wanda Wesołowska miêu tả năm 2009.